# 陳居中
陳居中（？—？），南宋畫家。

## 生平
南宋寧宗嘉泰年間（1201－1204）任畫院待詔。善于绘画人物和马，也擅寫牧放、出獵等景。注重寫實，觀察精微，風格“俊俏明媚”，富於生趣，人謂其作“不亞黃宗道”。

## 傳世作品
- 《文姬歸漢圖》
- 《胡笳十八拍圖》
- 《絕塞逢春圖》
- 《進馬圖》
- 《四羊》

## 图库

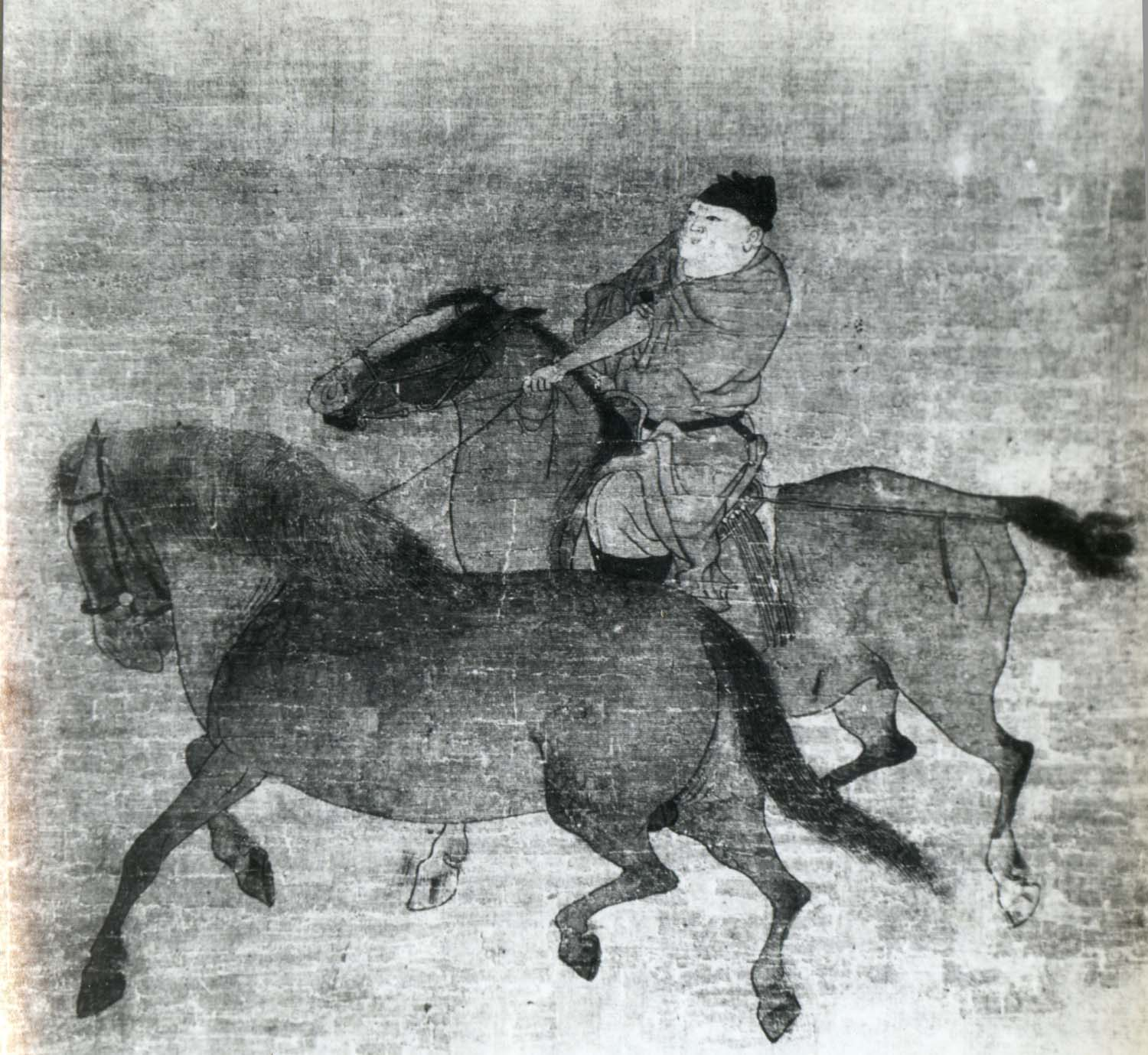
延光室影印南宋陳居中《平原試馬圖》
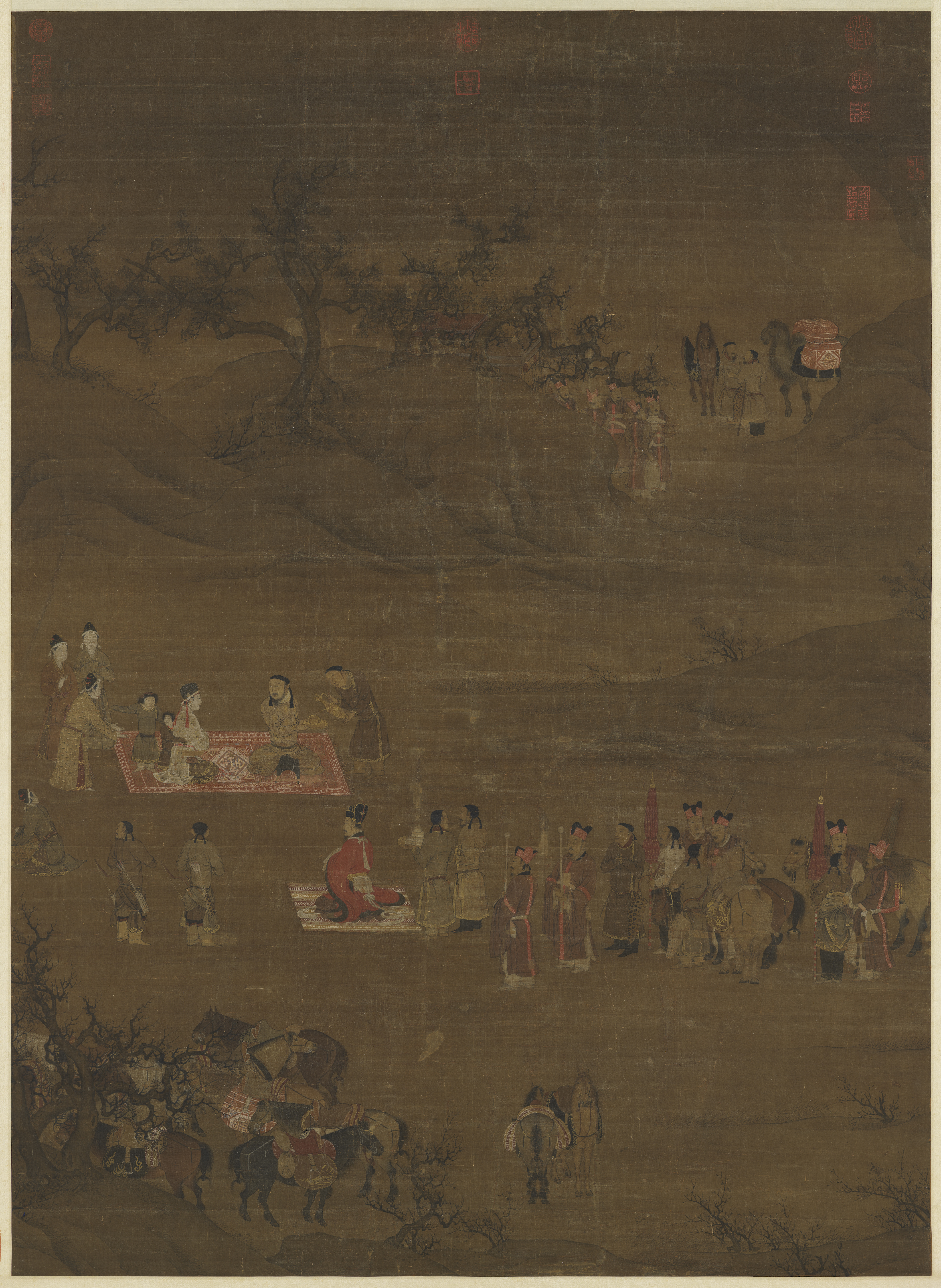
台北故宫博物馆藏《文姬歸漢圖》
美国克利夫兰艺术博物馆藏《秋猎图》
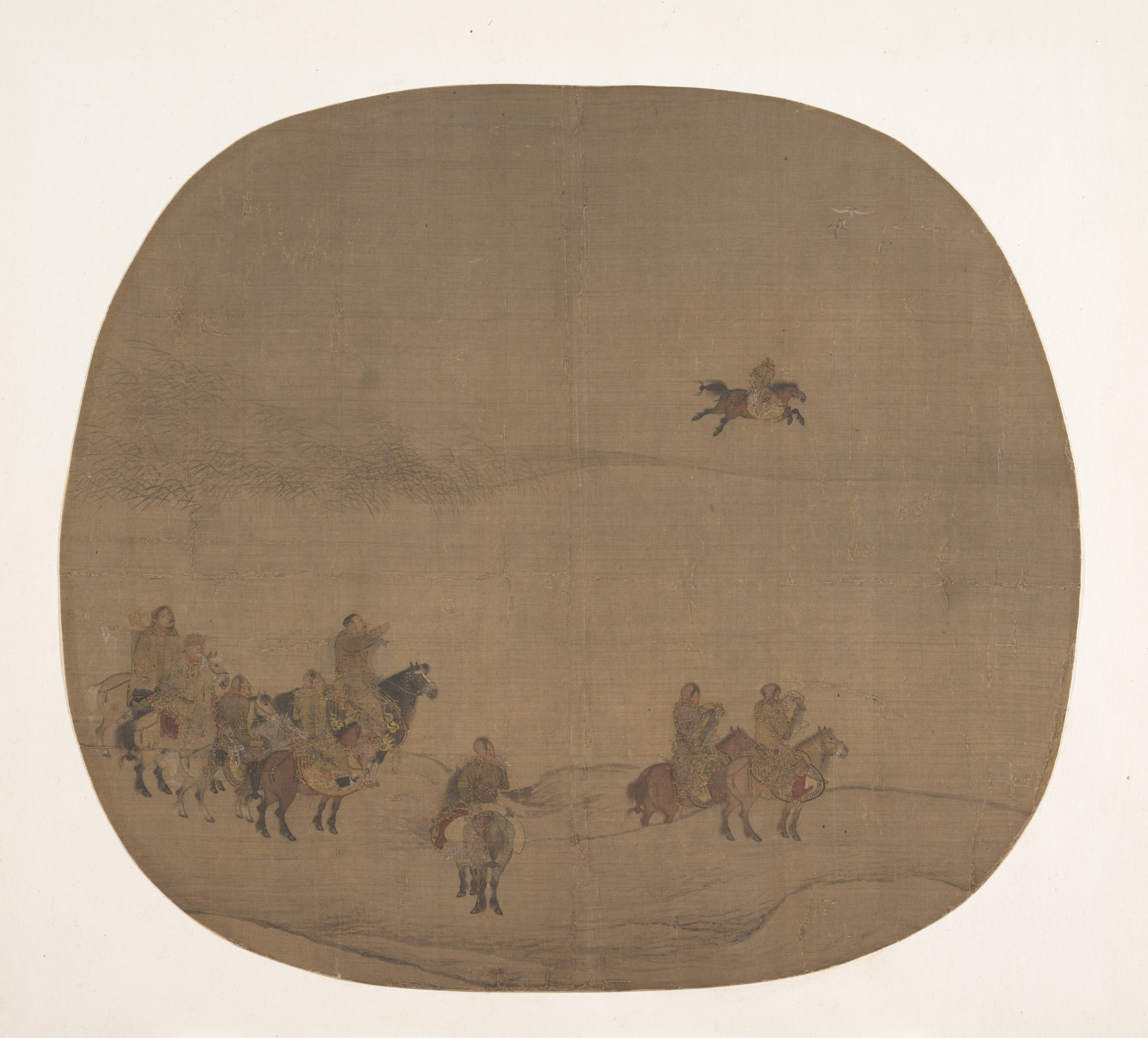
美国大都会艺术博物馆藏《胡騎春獵圖 團扇》

## 外部連結
- 賴毓芝：〈想像異國——傳陳居中〈文姬歸漢圖〉研究〉（2007）